# Wilhelm Brodmerkel
 Wilhelm Brodmerkel (* 14. Mai 1895 in Regensburg; † 11. September 1939 bei Łowicz) war ein deutscher Ortsgruppenleiter der NSDAP und Hauptmann der Wehrmacht.

## Leben
Brodmerkel wuchs in Regensburg auf. Er meldete sich als Freiwilliger in den Ersten Weltkrieg. Brodmerkel ehelichte Else Brandner, Tochter eines Kirchengeräteherstellers, mit der er fünf Kinder hatte. In der Zwischenkriegszeit betrieb er in Dechbetten eine Zahnwarenhandlung.
Brodmerkel trat zum 1. Januar 1929 in die NSDAP ein (Mitgliedsnummer 109.124). Er bekleidete die Funktion des Bezirks- und des Kreisleiters der Partei. Im Frühjahr 1930 wurde Brodmerkel nach dem schwachen Auftritt der NSDAP in der Regensburger Stadtpolitik und dem daraus resultierenden Führungsstreit zum Ortsgruppenleiter der NSDAP gewählt. Er löste Alois Bayer ab, der sich daraufhin der Gruppe um Otto Strasser anschloss. Nach Umstrukturierungen unter Brodmerkel erfuhr die NSDAP einen deutlichen Aufschwung und Aufmerksamkeit. Brodmerkel organisierte am 18. Mai 1930 einen Auftritt von über 400 SA-Leuten im Regensburger Dom. Die damalige Messe wurde unter am Hochaltar aufgestellten Standarten und SA-Fahnen von Bischof Buchberger zelebriert und fand ein überregionales Presseecho. Anfang 1932 war Brodmerkel, für den Fall, dass die Regensburger Stadtverwaltung in nationalsozialistische Hände übergehen sollte, unter dem Gauleiter Franz Maierhofer als Zweiter Bürgermeister vorgesehen. Im Herbst 1932 – nach einer vorangegangenen Umstrukturierung der NSDAP – wurde Brodmerkel als Ortsgruppenleiter durch Kreisleiter Wolfgang Weigert abgelöst.
Das Novemberpogrom wurde in Regensburg in den ersten Stunden des 10. November 1938 hauptsächlich von über 200 Angehörigen der NSKK-Schule verübt. Wilhelm Brodmerkel war Obersturmführer der Regensburger NSKK, ob er an der Zerstörung der Synagoge und den Übergriffen beteiligt war, ist bislang ungeklärt.
Brodmerkel nahm als Hauptmann am Überfall auf Polen teil, wo er am 11. September 1939 in Chruslin bei Łowicz im Gefecht getötet wurde.
Im Jahre 1942 heiratete der Wehrmachtsmajor Robert Bürger Helene Brodmerkel, eine Tochter des gefallenen Hauptmanns, und führte mit ihr in den Jahren nach dem Krieg die Zahnwarenhandlung Brodmerkel weiter.